# Y: El último hombre
Y: El último hombre (en inglés: Y: The last man), es un cómic posapocalíptico creado por el guionista Brian K. Vaughan y la dibujante Pia Guerra para el sello editorial Vertigo Comics publicado entre 2002 y 2008 con portadas de J. G. Jones y Massimo Carnevale. Este narra las aventuras del joven ‘Yorick Brown’ y su mascota, el mono ‘Ampersand’; únicos superviviente de una extraña plaga que ha acabado con la vida del resto de los seres de género masculino del planeta. La serie fue publicada en sesenta números y recopilada en una serie de diez volúmenes de bolsillo; y más tarde en una serie de cinco volúmenes "Deluxe". La serie recibió tres Premio Eisner, a mejor serie en 2008. FX desarrolló una serie de televisión titulada Y: The Last Man para la plataforma de streaming Hulu con Eliza Clark como showrunner y Ben Schnetzer como el protagonista. La serie fue estrenada el 13 de septiembre de 2021.

## Argumento
La serie plantea que algo, presumiblemente una plaga de origen desconocido, acaba espontáneamente y de manera fulminante, con la vida de cualquier ser con el cromosoma "Y", incluidos embriones, huevos fertilizados y espermatozoides. Las únicas excepciones en todo el planeta son el protagonista, Yorick Brown, un joven neoyorquino aprendiz de escapista, y su mascota, un mono capuchino llamado Ampersand. Acompañado por una agente de una organización secreta de los Estados Unidos, la agente 355, y la Dra. Mann, Yorick intenta encontrar a su novia, Beth, que se encontraba en Australia en el momento que se desató la plaga. En su camino descubrirá cómo ha cambiado el mundo con la desaparición de los hombres y evitará los peligros que le acechan al ser el último de ellos: Los servicios secretos israelíes. El grupo de extremistas hembristas Las Hijas de las Amazonas. Todas, por un motivo u otro, intentarán dar con él.

## Publicación
DC Comics, a través de su sello Vertigo Comics, empezó a publicar la serie con fecha de septiembre de 2002. Su periodicidad, hasta el número 55, fue mensual. Desde el número 56, la periodicidad pasó a ser bimestral. El último número, el 60, se publicó en enero de 2008. Además, la editorial publicó 10 tomos que recopilan varios números con un hilo argumental más definido.

### España
En septiembre de 2003, Norma Editorial publicó el primer tomo de la serie, titulado únicamente Y: El último hombre, que coincidía con el primer volumen recopilatorio estadounidense, titulado ‘Unmanned’ que a su vez reunía los números del 1 al 5 de la colección. A éste le siguieron ‘Ciclos’ (con los números del 6 al 10 de la colección original), ‘Un pequeño paso...’ (números 11 a 15) y ‘Comedia y Tragedia’ (números 16 y 17). La editorial Planeta DeAgostini continuó con la publicación en diciembre de 2005, con los tomos ‘Palabra clave’ (números 18 a 23), ‘El anillo de la verdad’ (abril de 2006, con los números 24 a 31), ‘Chica con chica’ (octubre de 2006, números 32 a 36), ‘Muñecas de papel’ (abril de 2007, 37 a 42), ‘Dragones en el kimono’ (octubre de 2007, con los números 43 a 48) y ‘Madre Patria’ (con los números de 49 al 54) en abril de 2008. En febrero de 2009, se publicó el tomo ‘Cómos y porqués’ con los últimos seis números de la obra.
| Número | Editorial          | Título                 | ISBN                   | Números                         |
| ------ | ------------------ | ---------------------- | ---------------------- | ------------------------------- |
| 1      | Norma Editorial    | Y: El último hombre    |                        | 1, 2, 3, 4 y 5                  |
| 2      | Norma Editorial    | Ciclos                 |                        | 6, 7, 8, 9 y 10                 |
| 3      | Norma Editorial    | Un pequeño paso...     |                        | 11, 12, 13, 14 y 15             |
| 4      | Norma Editorial    | Comedia y tragedia     |                        | 16 y 17                         |
| 5      | Planeta DeAgostini | Palabra clave          |                        | 18, 19, 20, 21, 22 y 23         |
| 6      | Planeta DeAgostini | El anillo de la verdad |                        | 24, 25, 26, 27, 28, 29, 30 y 31 |
| 7      | Planeta DeAgostini | Chica con chica        | ISBN 978-84-674-2577-6 | 32, 33, 34, 35 y 36             |
| 8      | Planeta DeAgostini | Muñecas de papel       | ISBN 978-84-674-3855-0 | 37, 38, 39, 40, 41 y 42         |
| 9      | Planeta DeAgostini | Dragones en el kimono  | ISBN 978-84-674-4361-5 | 43, 44, 45, 46, 47 y 48         |
| 10     | Planeta DeAgostini | Madre Patria           | ISBN 978-84-674-2578-4 | 49, 50, 51, 52, 53 y 54         |
| 11     | Planeta DeAgostini | Cómos y porqués        | ISBN 978-84-674-6375-0 | 55, 56, 57, 58, 59 y 60         |

Además, en septiembre de 2006, Planeta DeAgostini comenzó a publicar la serie dentro de la colección Vertigo en forma de cómic de periodicidad mensual con dos números de la colección estadounidense (a excepción del número 15, con tres números en vez de dos). Este formato siguió hasta el número 15, publicándose de esta manera de nuevo los números del 1 al 31 de la edición original.
En abril de 2013, ECC Ediciones comenzó la publicación de la serie en 10 tomos de 6 números USA cada uno, con una periodicidad bimensual.

## Adaptaciones

### Cine
Existió un intento de llevar este cómic al cine. New Line Cinema adquirió los derechos cinematográficos y se desarrolló un guion por parte de Jeff Vintar. Aunque el borrador de Vintar era fiel al cómic, los altos mandos de New Line Cinema parecían incapaces de aceptar completamente el material. En julio de 2007 el guionista Carl Ellsworth y el director D.J. Caruso se unieron al proyecto con David S. Goyer como productor. El guion fue reescrito por Caruso para poder filmar durante el otoño de 2008. Un borrador posterior del propio Vaughan, que se apartaba considerablemente del cómic, tampoco logró convencer al estudio de que procediera.
Caruso sostuvo que el material original era demasiado para contarlo en una sola película y su equipo decidió concentrarse en la mejor primera película posible, que terminaría alrededor del número 14 de la serie de cómics; para hacer de esta una trilogía. Se buscó a Shia LaBeouf, para interpretar el papel de Yorick, pero el actor consideró que el papel era demasiado similar al personaje de Sam Witwicky, que interpretó en la serie Transformers. Se planeaba usar un mono real, y no una construcción CGI, para representar a Ampersand. Caruso también dijo que le gustaría tener a Alicia Keys para el papel del Agente 355. Zachary Levi, expresó su interés en interpretar a Yorick ya que es fanático del cómic. Caruso permaneció «vagamente apegado» al proyecto, pero New Line se negó a aceptar su trilogía. Caruso, afirmando «No creo que pudieras tomar la historia de Yorick y ponerla en una película de dos horas y hacerle justicia... siento que es demasiado para un solo guión», finalmente se alejó del proyecto.
En marzo de 2012, Matthew Federman y Stephen Scaia iniciaron las negociaciones para escribir la adaptación final de la serie de New Line. JC Spink, Chris Bender y David S. Goyer serían los productores; Mason Novick y Jake Weiner fueron nombrados productores ejecutivos. Los informes de septiembre de 2012 sugerian que New Line estaba entusiasmado con el borrador del guion producido por Federman y Scaia, y había comenzado a reunirse con potenciales directores para contratarlos para el proyecto.
En enero de 2013, se anunció que Dan Trachtenberg dirigiría la película. En junio de 2013, el productor David S. Goyer anunció que tenía «más cerca que nunca de un guion» y sugirió que la película podría entrar en producción en 2014. Sin embargo, en enero de 2014, Brian K. Vaughan declaró: «Tengo entendido que los derechos de ‘Y: The Last Man’ volverán a la co-creadora Pia Guerra y a mí por primera vez en una década si la adaptación planeada de New Line no comienza a rodarse en los próximos meses». El 24 de septiembre, Trachtenberg confirmó a través de Twitter que la película «No sucedió. Pero está en manos de confianza (los creadores)». En una entrevista posterior, señaló que, de hecho, «los derechos volvieron a Brian hace bastantes meses».

### Serie de TV
El director francés Louis Leterrier expresó su interés en adaptar la serie para televisión en noviembre de 2010. The Hollywood Reporter informó, en octubre de 2015, que FX estaba desarrollando una serie de televisión de ‘Y: The Last Man’ producida por Nina Jacobson y Brad Simpson junto a Brian K. Vaughan, quien también sería escritor del programa.  En una entrevista con Vulture en julio de 2016, Vaughan comentó que la serie de FX estaba «cobrando vida muy lentamente. No hay noticias que pueda compartir, aparte de que todo avanza felizmente». En noviembre de 2016, se informó que Michael Green sería el showrunner de ‘Y: The Last Man’.
El 5 de abril de 2018, FX anunció que había ordenado formalmente producir un episodio piloto y reclutó a Aida Mashaka Croal como co-showrunner junto a Green, con Melina Matsoukas como directora. El 11 de julio de 2018, FX confirmó la lista de reparto de los personajes principales del piloto de televisión (titulado ‘Y’), con Barry Keoghan como Yorick Brown, Diane Lane como la senadora Jennifer Brown; la madre de Yorick, Imogen Poots como Hero Brown, la hermana de Yorick, y Lashana Lynch como la Agente 355. La producción comenzó el 20 de agosto de 2018, y se ordenó la serie para el 4 de febrero de 2019.
En abril de 2019, Green y Croal abandonaron la serie debido a diferencias creativas. En junio de 2019, se anunció que Eliza Clark reemplazaría a Croal y Green como showrunner. En febrero de 2020, se informó que Barry Keoghan dejó el papel de Yorrick y el personaje estaba siendo recasteado. Más tarde ese mes, se anunció que Ben Schnetzer había sido elegido para el papel de Yorick. La serie de televisión se filmó en Toronto y Schomberg, Canadá.

## Premios
Premios Eisner:
Año 2008
- Mejor Serie.
- Nominación como Mejor Guionista a Brian K. Vaughan por su trabajo en los cómics de Buffy the Vampire Slayer de la editorial Dark Horse, Ex Machina e Y: The Last Man.

Año 2006
- Nominación como Mejor Historia Serializada: Paper Dolls números 37 a 39 de la edición estadounidense.

Año 2005
- Mejor Guionista a Brian K. Vaughan por su trabajo en Ex Machina, Y: The Last Man y Runaways.
- Premios Harvey:[4]

Año 2008
- Nominación como Mejor Guionista a Brian K. Vaughan por su trabajo en Y: El último hombre.

Año 2007
- Nominación como Mejor Guionista a Brian K. Vaughan por su trabajo en Y: El último hombre.

Año 2006
- Nominación como Mejor Serie Continuada o Limitada.

Año 2004
- Nominación como Mejor Guionista a Brian K. Vaughan por su trabajo en Y: El último hombre.

Año 2003
- Nominación como Mejor Serie Nueva.